# ASPROS
ASPROS és una associació fundada el 1962 a Lleida que busca donar als seus beneficiaris directes i a les seves famílies, l'oportunitat d'una integració social plena. Les seves activitats es desenvolupen en el doble pla de la reinserció laboral i de l'àmbit del lleure, i abasten, doncs, la formació integral dels discapacitats i la seva adaptació a l'entorn. Aquesta entitat 2002 va rebre la Creu de Sant Jordi.